# Radbod de Trèves
Pour les articles homonymes, voir Radbod.
 (13 mai 2018).
Radbod de Trèves (ou Radpod, Ratbod) (mort le 30 mars 915) est de 883 à 915 archevêque de Trèves et chancelier du royaume des Francs.

## Biographie
Radbod, formé à l'abbaye de Saint-Gall, est d'abord abbé de Mettlach. Le roi Arnulf de Carinthie le place en 888 à la tête de l'abbaye Saint-Servais de Maastricht puis en 892 de celle d'Echternach. Le 8 avril 883, il est élu archevêque de Trèves. Il réorganise l'église locale ruinée par les sacs des Normands de 882. Sous les règnes de Louis l'Enfant et de Charles le Simple, Radbod conserve la direction de la chancellerie. Le 5 février 898, le roi Zwentibold accorde le privilège d’immunité au clergé de Trèves. Il obtient le droit de frapper sa monnaie, la fin du droit de gîte et l'élargissement de la juridiction (23 janvier 899). En 899, Radbod appelle près de lui le chroniqueur Réginon de Prüm qui, en délicatesse avec l'aristocratie de l'Eifel, dut quitter son abbaye. Radbod lui confie la reconstruction de l'abbaye Saint-Martin de Trèves.
Sous le règne de Louis l'Enfant, Radbod est nommé archichancelier de Lotharingie.

## Sources
- (de) Cet article est partiellement ou en totalité issu de l’article de Wikipédia en allemand intitulé « Radbod von Trier » (voir la liste des auteurs).